# Sự mở rộng của NATO
| Nước thành viên NATO Kế hoạch hành động thành viên Bạn bè tăng cường đối thoại | Kế hoạch hành động bạn bè hợp tác độc lập (IPAP) Kế hoạch quan hệ hữu nghị hoà bình (PfP) Người có tâm ý về PfP |

Sự mở rộng nước thành viên của NATO tại châu Âu từ năm 1949 đến năm 2023.

Quan hệ của các nước châu Âu và NATO vào năm 2020.
Nước thành viên NATO
Kế hoạch hành động thành viên
Bạn bè tăng cường đối thoại
Kế hoạch hành động bạn bè hợp tác độc lập (IPAP)
Kế hoạch quan hệ hữu nghị hoà bình (PfP)
Người có tâm ý về PfP

Sự mở rộng của NATO (tiếng Anh: Enlargement of NATO), hoặc gọi sự mở rộng về phía đông của NATO, chỉ việc NATO kết nạp các nước cộng hoà thuộc Liên Xô cũ và các nước Trung - Đông Âu vào tổ chức đó, đây là điều tất yếu của thời kì chuyển biến cấu trúc và đường lối chiến lược của châu Âu sau chiến tranh Lạnh. Sau chiến tranh Lạnh không lâu, các nước Trung - Đông Âu và các nước cộng hoà thuộc Liên Xô cũ nối tiếp nhau gõ cửa NATO, trình bày lí do xin chính thức gia nhập NATO.
Tháng 3 năm 1999, NATO lần đầu tiên chấp thuận Séc, Hungary và Ba Lan kết nạp làm thành viên. Tháng 3 năm 2004, bảy nước bao gồm Slovakia, Bulgaria, Romania, Slovenia cùng với các nước ven bờ biển Baltic là Estonia, Latvia và Lithuania, trở thành nước thành viên chính thức của tổ chức NATO. Từ 12 nước sáng lập vào năm 1949, trước mắt đã mở rộng đến 30 nước thành viên, trong đó đa số là các nước Trung - Đông Âu gia nhập sau khi chiến tranh Lạnh kết thúc.
Tính đến năm 2021, NATO chính thức công nhận ba nước biểu thị ý nguyện làm thành viên gồm: Bosnia và Herzegovina, Georgia và Ukraine. Gia nhập NATO là vấn đề tranh luận của một số nước khác nằm ngoài liên minh NATO như Thuỵ Điển, Phần Lan và Serbia. Tại Ukraine, việc ủng hộ hoặc phản đối tư cách thành viên có liên quan đến ý thức hệ dân tộc và chủ nghĩa dân tộc. Sự gia nhập của các nước cựu Khối phía Đông và các nước cộng hoà thuộc Liên Xô cũ là một trong những nguyên nhân gia tăng mãnh liệt cục thế cấp bách giữa NATO và Nga. Sự mở rộng của NATO là một trong những lí do khiến Tổng thống Nga Vladimir Putin xuất quân xâm lược Ukraine vào năm 2022.

## Phân tích của học giả
Sự mở rộng về phía đông của NATO sau chiến tranh Lạnh, thường được coi là cuộc đối đầu của các nước phương Tây lấy Hoa Kỳ làm nước đứng đầu và Nga. Nhà quan sát Hoa Kỳ Thomas Friedman cho biết, chính sách mở rộng hướng vào Nga của NATO là ngu ngốc, vào lúc Nga có lịch sử dân chủ nhất, ít bị đe doạ nhất, việc phá hoại các hiệp ước khiến cho sự mở rộng về phía đông của NATO liên tục không ngừng nhằm đè nén trói buộc Nga, dẫn đếm cảm giác bất an và bị sỉ nhục của dân chúng Nga, từ đó đặt nền móng cho sự trỗi dậy của Putin.